# 卡郎薹草
卡郎薹草（学名：Carex karlongensis）是莎草科薹草属的植物，为中国的特有植物。分布于中国大陆的四川西部等地，生长于海拔3,200米至4,000米的地区，多生于河滩地和高山草甸，目前尚未由人工引种栽培。

## 异名
- Carex karlongensis Kuekenth. ssp. handelii (Kuekenth.) P. C. Li